# Chikara to Onna no Yo no Naka
Chikara to Onna no Yo no Naka (яп. 力と女の世の中, укр. «У світі сили та жінок» або «Сила та жінки світу») — короткометражний анімаційний фільм 1933 року режисера Кензо Масаоки і перше японське аніме будь-якого типу з закадровим голосом. Фільм вийшов у чорно-білому форматі. Не існує жодної відомої копії цього фільму, і він вважається втраченим.
Chikara був визнаний одним із «Кращих із найкращих» на 12-му Японському фестивалі медіа-мистецтва.

## Сюжет
Головний герой — батько чотирьох дітей. Його дружина має зріст 180 сантиметрів і важить 120 кілограмів через свою неймовірно велику статуру. Через те, що вдома його постійно цькують, він заводить роман з друкаркою на своїй фірмі і випадково розповідає про це дружині під час розмови уві сні. Отримавши додаткові докази зради, вона йде на допит до чоловіка та друкарки в офісі чоловіка.

## Виробництво
У 1927 році «Співак джазу» вийшов у Сполучених Штатах як перший звуковий фільм, і японські кінокомпанії також почали працювати над створенням такого кіно. У 1931 році Shochiku випустили The Neighbor's Wife and Mine (яп. マダムと女房, Madamu to Nyōbō;, укр. Сусідка та Дружина), перший японський звуковий фільм. Завдяки успіху цього фільму президент Shochiku Широ Кідо доручив Масаоці створити перше аніме зі звуком, і він негайно почав працювати над ним.
Масаока працював над фільмом трохи більше року і нарешті завершив його в жовтні 1932 року. Фільм вийшов на екрани наступного року 13 квітня 1933 року. У той час роботи актора озвучування не існувало, тому Шочіку використовував звичайних акторів для озвучування. Завдяки відомим зіркам, таких як Роппа Фурукава та Ранко Сава, фільм був досить успішним.

## Персонал
- Творець оригіналу, сценарій: Тадао Ікеда
- Оригінальний план, режисер: Кензо Масаока
- Анімація: Міцуйо Сео, Сейічі Харада, Сабуро Ямамото
- Фото: Какузан Кімура
- Продюсер: Широ Кідо
- Режисер озвучування: Хіромаса Номура
- Аудіо: Харуо Цучіхасі
- Музичний керівник: Масанорі Імасава

Джерела:

## Актори
- Головний герой: Роппа Фурукава
- Дружина: Ранко Сава
- Друкарка: Йоко Мурасіма
- Таро: Акіо Ісоно
- Дзіро: Кодзі Міцуї (зазначений як Хідео Міцуї)
- Ханако: Фусако Фудзіта
- Тосіко: Йоко Фудзіта

Джерела: